# عمو را بکشید
عمو را بکشید (به انگلیسی: Kill Uncle) دومین آلبوم موریسی است که مارچ ۱۹۹۱ توسط کمپانی ای‌ام‌آی و اچ‌ام‌وی رکوردز منتشر شد. این آلبوم تا امروز به عنوان یکی از غیرمتعارف‌ترین آلبوم‌های وی شناخته می‌شود. شاید بخاطر ابعاد «ترانهٔ مشعلی» آن (بخصوص در آهنگی مثل «مکانی در جهنم هست که به من و دوستانم تعلق داره») و تضادی که بین موسیقی ریتمیک گاهی با ترانه‌های خیلی کنایه‌آمیز و گاهی هم با ترانه‌های فوق جدی‌اش ایجاد می‌شود؛ که البته آن ترک‌ها برخی از درون‌گرایانه‌ترین ترانه‌های موریسی نیز به حساب می‌آیند.

## فهرست ترانه‌ها
متن همهٔ ترانه‌ها توسط موریسی نوشته شده‌است.
| شماره      | نام                                              | عنوان اصلی                                    | مدت   |
| ---------- | ------------------------------------------------ | --------------------------------------------- | ----- |
| ۱.         | «صادقانهٔ ما»                                     | Our Frank                                     | ۰۳:۲۵ |
| ۲.         | «مخمصهٔ آسیایی»                                   | Asian Rut                                     | ۰۳:۲۲ |
| ۳.         | «از زندگیت بخون»                                 | Sing Your Life                                | ۰۳:۲۷ |
| ۴.         | «شاهد خموش»                                      | Mute Witness                                  | ۰۳:۳۲ |
| ۵.         | «پادشاه نگاه چپ»                                 | King Leer                                     | ۰۲:۵۵ |
| ۶.         | «یافتم یافتم یافتم»                              | Found Found Found                             | ۰۱:۵۹ |
| ۷.         | «دوست‌دخترت رو به خونه رسوندن»                    | Driving Your Girlfriend Home                  | ۰۳:۲۳ |
| ۸.         | «حقیقت تلخ چشم دوربین»                           | The Harsh Truth of the Camera Eye             | ۰۵:۳۴ |
| ۹.         | «پایان نسل یک خانواده (هستم من)»                 | I'm) The End of the Family Line)              | ۰۳:۳۰ |
| ۱۰.        | «مکانی در جهنم هست که به من و دوستانم تعلق داره» | There's a Place in Hell for Me and My Friends | ۰۱:۵۲ |
| مجموع مدت: | مجموع مدت:                                       | مجموع مدت:                                    | ۳۳:۰۲ |